# جرم (فیزیک)

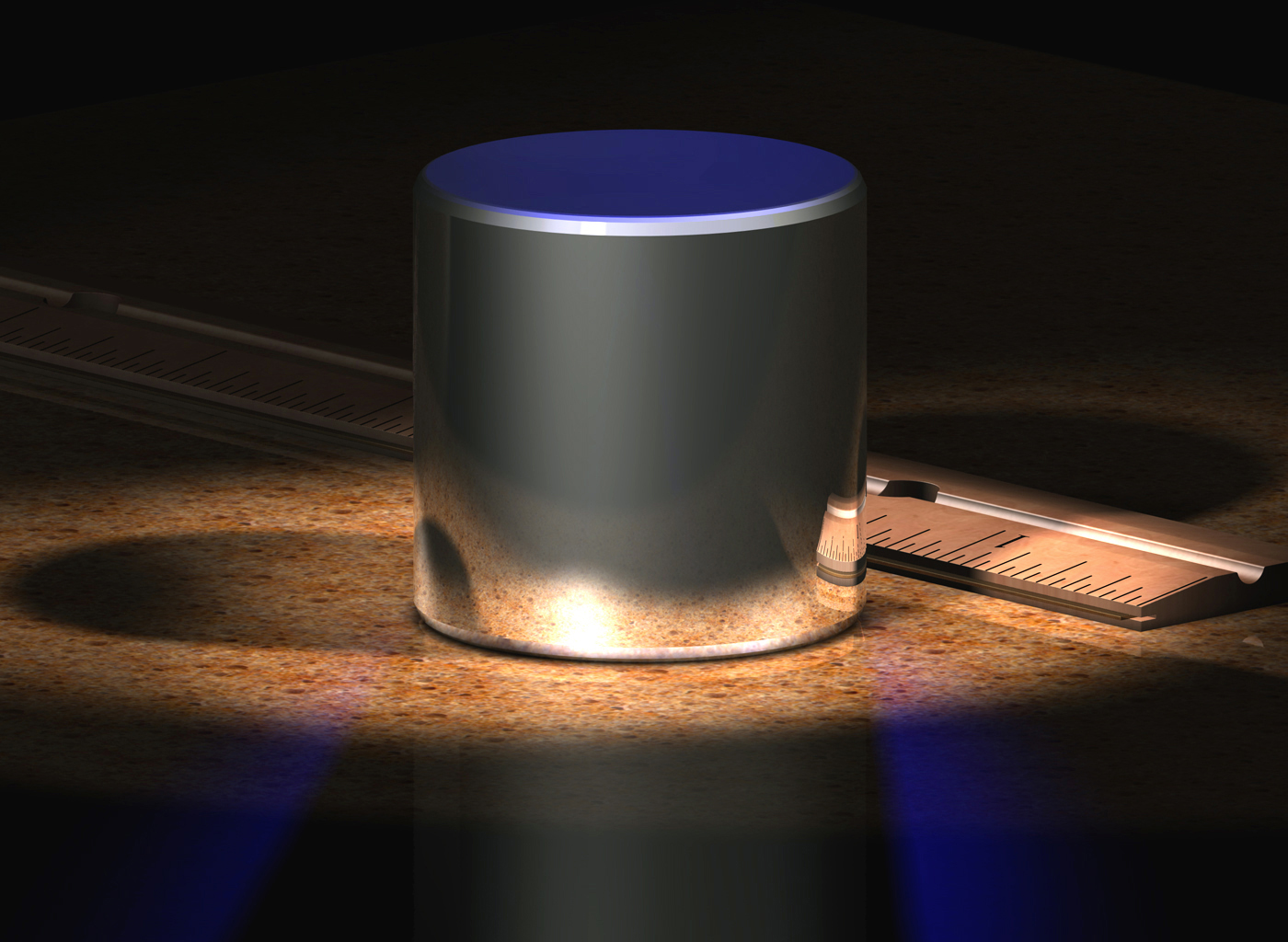
نگاره‌ای از استاندارد بین‌المللی (نمونهٔ اولیه) کیلوگرم که از آلیاژ ۹۰ درصد پلاتین و ۱۰ درصد ایریدیم به صورت استوانه‌ای به شعاع ۳۹٬۱۷ میلی‌متر ساخته شده است.
این استاندارد در مقر دفتر بین‌المللی اوزان و اندازه‌ها در شهر سور (فرانسه) نگهداری می‌شود.

جرم یا کتله (در فارسی افغانستان) (به انگلیسی: Mass) مفهومی بنیادی در فیزیک است که به‌طور شهودی، مقاومت جسم در برابر شتاب گرفتن در هنگام اعمال نیرو یا قدرت گرانش یک‌جسم در جذب دیگر اجسام را می‌نمایاند. در حوزه‌های گوناگون فیزیک مانند مکانیک کلاسیک، نسبیت خاص و نسبیت عام تعریف‌های متفاوتی از جرم بیان می‌شود. واژهٔ جِرم از ریشهٔ پارسی است. واحد جرم در دستگاه بین‌المللی یکاها (SI)، کیلوگرم (kg) می‌باشد.

## جرم و وزن
جرم با وزن متفاوت است. جرم و وزن با هم متناسب هستند نه برابر، در کاربردهای روزمره جرم را همان وزن می‌شناسند، ولی در فیزیک، نجوم و مهندسی، وزن به نیروی گرانش وارد شده بر اجسام گفته می‌شود. البته در کاربردهای روزمره جرم و وزن با هم متناسب هستند و این همانند انگاری مشکلی پیش نمی‌آورد، ولی در موارد ویژه‌ای مهم می‌شود:
- در سنجش‌های بسیار دقیق، به خاطر تغییر در شدت نیروی گرانش زمین در جاهای گوناگون
- در جاهایی با فاصله زیاد از سطح زمین، مثلاً در فضا یا در سطح سیاره‌های دیگر

مثلاً نیروی گرانش در سطح ماه حدود یک‌ششم نیروی گرانش در سطح زمین است. از این رو وزن هر جسم در سطح ماه یک‌ششم وزن آن در سطح زمین است؛ و اما جرم در هر دو یکسان است. پس نتیجه می‌گیریم جرم باجاذبه تغییر نمی‌کند ولی با سرعت تغییر می‌کند اما وزن با جاذبه تغییر می‌کند.
جرم و وزن یک جسم هر دو متغیرند. طبق نظریه نسبیت خاص انیشتین جرم جسم با افزایش سرعت آن افزایش می‌یابد. این افزایش جرم تنها در سرعت‌های قابل مقایسه با سرعت نور قابل مشاهده است و در رویدادهای کلاسیکی (مکانیک نیوتونی) تعریف نمی‌شود.
وزن یک جسم به فاصلهٔ آن از مرکز گرانش و جرم جسم دوم (به صورت عمومی زمین) بستگی دارد.

## جرم لختی، جرم گرانشی و اصل هم‌ارزی
اولین شخصی که «جرم» را به مفهوم امروزی آن که با ابهام زیادی همراه است استفاده کرد، ظاهراً ماخ بوده است، این مفهوم با کتاب مکانیک زومرفلد بین فیزیک پژوهان به مفهومی جا افتاده تبدیل شد. نیوتون اولین کسی بود که از جرم به شکل سیستماتیک استفاده کرد، اولین جملهٔ پیرینسیپیا (اثر معروف و مؤثر مکانیک کلاسیک نیوتون) به quantitas materiae یا مقدار ماده اشاره دارد. نیوتون از واژهٔ جرم استفاده نکرده است. در نظریات گالیله هم از واژهٔ massa (به معنی چانهٔ خمیر) که منشأ نام mass (جرم به زبان انگلیسی) است، به شکل نادقیق و غیرتکنیکی و مترادف با ماده استفاده شده است.
مکانیک به دو بخش سینماتیک و دینامیک تقسیم می‌شود. در بخش سینماتیک که بررسی حرکت بدون بررسی علل آن است ما به دو کمیت بنیادی «مکان» و «زمان» نیاز داریم. با رفتن به بخش دینامیک که به علل حرکت هم می‌پردازد نیاز به کمیتی دیگر پیدا می‌شود. این کمیت می‌تواند «جرم» یا «نیرو» باشد.
جرم لَختی میزان مقاومت جسم را در برابر تغییر سرعت نشان می‌دهد. در مکانیک کلاسیک جرم لختی را با قوانین حرکت نیوتن تعریف می‌کنند. هرچه جرم لختی یک جسم بیشتر باشد، برای تغییر دادن سرعت آن نیروی بیشتری لازم است. به‌طور دقیق‌تر، جرم لختی برابر است با نسبت بین نیروی وارد بر جسم و شتاب آن. در نسبیت خاص جرم لختی به سرعت جسم نیز وابسته است.
جرم گرانشی نمایندهٔ مقدار نیرویی است که به جسم در میدان گرانشی وارد می‌شود. هرچه جرم گرانشی جسم بیشتر باشد، نیروی بیشتری از سوی میدان گرانشی به آن وارد می‌شود. جرم گرانشی را گاهی بار گرانشی (مانند بار الکتریکی) نیز می‌نامند. در فیزیک گرانش با قانون گرانش نیوتن یا نظریه نسبیت عام توصیف می‌شود. جرم گرانشی به دو جرم «فعال» و «منفعل» تقسیم می‌شود، جرم فعال را با توجه به میدانی که جسم تولید می‌کند و جرم منفعل را با توجه به رفتار جسم در میدان گرانشی خارجی توصیف می‌کنند. بعضی فیزیکدانان (برای مثال اوهانیون) معتقد بودند تفاوت جرم فعال و منفعل سخنی بی‌معنی است، اوهانیون استدلال می‌کرد که نابرابر بودن این دو جرم به نابرابری کنش و واکنش و نهایتاً به ناپایسته بودن تکانه منجر می‌شود.
با وجود تمایز مفهومی میان جرم لختی و جرم گرانشی، آزمایش‌ها نشان می‌دهند که این دو کمیت همواره با هم متناسب‌اند و با برگزیدن یکاهای مناسب مقدارشان نیز همیشه با هم برابر است. به این برابری اصل هم‌ارزی می‌گویند. مکانیک کلاسیک هیچ توضیحی برای برابر بودن جرم لختی و جرم گرانشی ندارد، ولی در نظریهٔ نسبیت عام اصل هم‌ارزی یکی از اصول موضوعهٔ این نظریه است.

## یکای اندازه‌گیری
یکای جرم در دستگاه بین‌المللی یکاها، کیلوگرم است. اما در بعضی کشورها از جمله آمریکا هنوز از آن استفاده نمی‌کنند.
سایر واحدهای این کمیت فیزیکی عبارت‌اند از:
- گِرَم
- تن
- اونس
- پوند
- سوت
- قیراط
- مثقال
- من
- الکترون ولت